# Martin Benka
Martin Benka (nacido el 21 de septiembre de 1888 en Kostolište; † 28 de junio de 1971 en Malacky) fue un artista expresivo eslovaco.
Benka es considerado uno de los fundadores de la pintura moderna eslovaca. Él recibió su formación artística en Hodonín y en Praga, donde trabajó desde 1913 hasta 1939 como artista independiente. En 1939 regresó a la República Checa y dirigió a una escuela de arte. Benka fue miembro del Consejo Nacional Eslovaco.
Benka trabajó como pintor, artista gráfico e ilustrador. Además, realizó estudios sobre instrumentos, y diseñó varias estampillas. Su antigua casa de campo alberga el Museo Martin Benka.